# Njaka Rafilibera
Njaka Rafilibera (Antananarivo, Madagascar, 8 de junio de 1991) es un futbolista profesional malgache. Actualmente juega en el Saint-Étienne de la Ligue 1 de Francia.

## Clubes
| Club | País    | Año |
| ---- | ------- | --- |
| ASSE | Francia | ¿?  |

- Datos: Q6043574